# فینال جام حذفی فوتبال انگلستان ۱۸۷۳
فینال جام حذفی فوتبال انگلستان ۱۸۷۳، رقابت پایانی جام حذفی فوتبال انگلستان در سال ۱۸۷۳ میلادی است که مابین دو تیم باشگاه فوتبال واندررز و باشگاه فوتبال دانشگاه آکسفورد در زمین لیلیه بریج لندن برگزار شده‌است.
این مسابقه که در تاریخ ۲۹ مارس ۱۸۷۳ انجام شده‌است با نتیجه ۲ بر ۰ به سود تیم باشگاه فوتبال واندررز به پایان رسید.